# Prokoeneniidae
Prokoeneniidae — родина павукоподібних ряду Кененії (Palpigradi).

## Класифікація
За даними Catalogue of Life родина Eukoeneniidae включає у себе 7 видів і два роди:
- Prokoenenia Börner, 1901
- Triadokoenenia Condé, 1991